# Grossesse en danger
Grossesse en danger (And Baby Will Fall) est un téléfilm canadien réalisé par Bradley Walsh et diffusé aux États-Unis le 23 janvier 2011 sur Lifetime Movie Network.

## Synopsis
Ivy et David Rose attendent avec angoisse et impatience la naissance de leur premier enfant. Lorsque Melinda, une ancienne du lycée, se présente au vide-grenier que les Rose ont organisé dans leur jardin, Ivy est loin de se douter que son existence tranquille va très vite voler en éclats. Melinda, enceinte comme Ivy, est portée disparue quelques jours plus tard, dès lors le couple est accusé de meurtre sur la personne de Melinda mais petit à petit les masques tombent. Serait-il possible que le mari d'Ivy, le garçon le plus honnête et le plus affectueux qu'elle ait jamais rencontré, soit l'amant de Melinda depuis des mois ? En proie au doute, la jeune femme mène l'enquête. Mais le passé sombre de Melinda refait surface et Ivy se retrouve plongée en plein cauchemar…

## Fiche technique
- Titre original : And Baby Will Fall
- Réalisation : Bradley Walsh
- Scénario : Cynthia Cidre (en), d'après un roman de Hallie Ephron
- Durée : 88 minutes
- Pays :  Canada

## Distribution
- Anastasia Griffith (VF : Laurence Sacquet) : Ivy Rose
- Brendan Fehr (VF : Didier Cherbuy) : David Rose
- Clea DuVall : Melinda
- Ron Lea (VF : Patrick Floersheim) : Blanchard
- Stephen Lobo : Theo
- Lara Gilchrist (en) : Jody
- Maxine Miller (en) : Madame Bindel
- Reese Alexander : Fournier
- Tracey Power : Alice
- Pablo Silveira : Naresh
- Linda Ko : Docteur Shapiro
- Jan Bos : Docteur
- Kevin O'Grady : Tom
- Bill H. McKenziee : Manager
- Jason McKinnon : Ambulancier
- Melanie Yeats : Infirmière aux admissions
- BJ Harrison : Infirmière en salle de travail
- Lynn Colliar (en) : Journaliste #1
- Kate Gajdosik : Journaliste #2
- Julia Tortolano : Première adolescente
- Kwesi Ameyaw : Docteur #2
- Fraser Aitcheson : Gardien de prison
- Burkely Duffield : David jeune
- Max Chadburn : Melinda jeune
- Sachin Sahel : Theo jeune
- Carolyn Adair : Ivy enceinte